# Tritón (satélite)
Tritón es un satélite de Neptuno que se encuentra a 4500 millones de kilómetros del Sol. Es uno de los astros más fríos del sistema solar (-235 °C). Descubierto por William Lassell el 10 de octubre de 1846, solo 17 días después del propio descubrimiento del planeta, este debe su nombre al dios (Neptuno), Poseidón de la mitología griega. Con un diámetro de 2707 km, Tritón es el satélite más grande de Neptuno y el séptimo del sistema solar, además de ser la única luna de gran tamaño que posee una órbita retrógrada, es decir, una órbita cuya dirección es contraria a la rotación del planeta (algo excepcional en un cuerpo de semejante tamaño). A causa de esta órbita retrógrada y a su composición, similar a la de Plutón, se considera que Tritón fue capturado del cinturón de Kuiper por la fuerza gravitacional de Neptuno.
Tritón está formado por una corteza de nitrógeno congelado que recubre un manto de hielo, el cual se cree que envuelve un núcleo sólido compuesto de roca y metal. Posee una densidad media de 2.061 g/cm³ y está compuesto en un 15-35 % de agua helada.
Tritón es uno de los pocos satélites del sistema solar que presenta actividad geológica. Gracias a esta actividad, su superficie es relativamente joven y revela una compleja historia marcada por terrenos criovolcánicos y tectónicos intrigantes. Durante el sobrevuelo del Voyager 2, se capturaron imágenes que mostraban lo que parecían ser géiseres de nitrógeno líquido emergiendo desde su superficie helada. Este hallazgo redefinió las concepciones sobre el vulcanismo, pues se creía que los cuerpos gélidos no podían ser geológicamente activos. Tritón demostró que la actividad geológica no requiere exclusivamente roca fundida, sino que puede involucrar cualquier medio fluido como nitrógeno o agua. Además, cuenta con una tenue atmósfera de nitrógeno cuya presión es inferior a 1/70000 de la presión de la atmósfera terrestre a nivel del mar.
Dada su proximidad a Neptuno, se especula que Tritón podría desintegrarse en el futuro debido a la influencia gravitacional del planeta. Este proceso daría lugar a un sistema de anillos más brillante que el de Saturno, al cruzar el límite de Roche.

## Descubrimiento y nombre

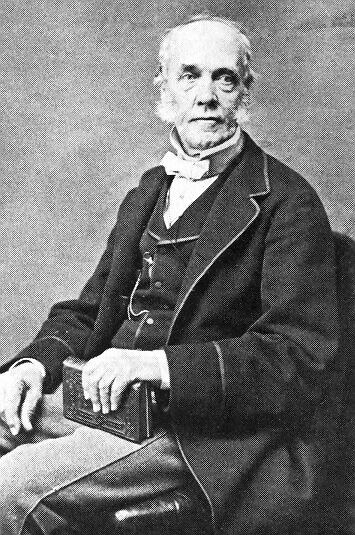
William Lassell, el descubridor de Tritón

Tritón fue descubierto por el astrónomo británico William Lassell el 10 de octubre de 1846, sólo 17 días después de que el planeta Neptuno (planeta alrededor del cual orbita Tritón) hubiera sido descubierto por los astrónomos alemanes Johann Gottfried Galle y Heinrich Louis d'Arrest, quienes dieron con él siguiendo las coordenadas dadas por el astrónomo y matemático francés Urbain Le Verrier.
Lassel, que en un principio se dedicaba al comercio de cerveza, comenzó su camino en la astronomía fabricando lentes para su propio telescopio de principiante en torno al año 1820. Cuando John Herschel recibió la noticia del descubrimiento de Neptuno, escribió a Lassell para instarle a buscar posibles lunas en torno al recién descubierto astro. Tan solo 8 días después Lassel hallaría Tritón en el firmamento. Asimismo, Lassel reivindicó el haber descubierto los anillos de Neptuno. No obstante, y pese a que posteriormente se confirmaría la existencia de estos anillos, su visibilidad es tan pésima que se necesitaría un instrumental verdaderamente potente, lo cual lleva a cuestionar la veracidad del testimonio de Lassel.
El nombre de Tritón (del griego Τρίτων) proviene del nombre del dios del mar, Tritón de la mitología griega, hijo de Poseidón. Este nombre fue propuesto por Camille Flammarion en su obra de 1880 Astronomie Populaire. El nombre Tritón también fue propuesto por otros, pero no empezaría a utilizarse genéricamente hasta el año 1949, cuando fuera descubierta la segunda luna neptuniana Nereida. Anteriormente en la literatura científica solo era referido como "el satélite de Neptuno". Extrañamente, las referencias a Tritón a finales del siglo XIX y principios del siglo XX son para el nombre de un supuesto canal en Marte.
Pese a que no fuera Lassell el que diera nombre a su propio descubrimiento, sí que lo haría en sus descubrimientos posteriores: el satélite Hiperión en Saturno, y las tercera y cuarta lunas de Urano, Ariel y Umbriel.

## Observación

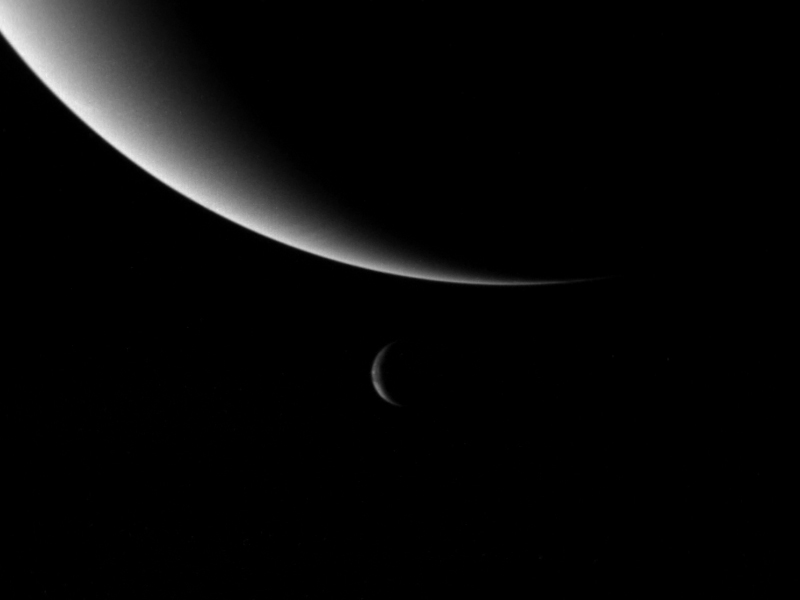
Neptuno (arriba) y Tritón (al fondo) tres días después del paso de la Voyager 2

Tras su descubrimiento poco se sabía sobre lo que tendría Tritón para desvelar y en la primera fotografía que fue hecha, aparecía con un color rosa-amarillento. Ya en el siglo XIX sus propiedades orbitales fueron definidas con gran precisión, se averiguó la retrogradación de su órbita en un ángulo muy agudo con respecto a la órbita de Neptuno. No fue hasta 1930 cuando se pudieron hacer las primeras observaciones detalladas del satélite y desde entonces poco se supo acerca de este hasta la llegada del Voyager 2 a finales del siglo XX.
Antes de la llegada del Voyager 2, los astrónomos sospechaban que Tritón pudiera tener mares de nitrógeno líquido así como una atmósfera de nitrógeno/metano con una densidad un 30 % mayor que la de la Tierra. Pero, al igual que las famosas sobreestimaciones de la densidad de la atmósfera de Marte, esto era falso. Al igual que con Marte, se da por hecho una atmósfera más densa en la historia temprana del planeta, es decir, en el tiempo inmediatamente posterior a su creación.
La primera tentativa de medir el diámetro de Tritón se atribuye a Gerard Kuiper en 1954, quien lo estimó en 3400 km. Intentos de medición posteriores alcanzaron valores comprendidos entre 2500 y 6000 km, o un tamaño ligeramente menor al de nuestra Luna, similar a casi la mitad del diámetro de la Tierra.
Los datos recogidos por la Voyager 2 tras su paso por Neptuno el 25 de agosto de 1989, permitieron saber con mayor precisión el diámetro de Tritón (2706 km).
En la década de 1990, fueron hechas diferentes observaciones desde la Tierra a Tritón. Estas observaciones mostraron una atmósfera más densa que durante el paso del Voyager 2.

## Órbita y rotación
Tritón es único con respecto al resto de grandes lunas del sistema solar por su rotación retrógrada en torno a Neptuno (i.e., orbita en sentido opuesto a la rotación del planeta). La mayor parte de las lunas irregulares de Júpiter y Saturno también tienen órbitas retrógradas, al igual que algunas lunas de Urano. Sin embargo, estas lunas están mucho más alejadas de sus planetas principales, y son bastante pequeñas en comparación; la más grande de ellas (Febe) apenas representa un 8 % del diámetro (y un 0,03 % de la masa) de Tritón.
La órbita de este satélite es realmente extraña. Posee una inclinación de 157,340° con respecto al ecuador de Neptuno, lo cual produce la retrogradación de la traslación del satélite. Esta inclinación extrema probablemente se deba a que Neptuno lo capturó por efecto de la gravedad (con Plutón probablemente pasó algo similar, de ahí la inclinación y la excentricidad de este cuerpo), y además su eje de rotación está inclinado 30 ° respecto al plano de la órbita de Neptuno, con lo cual durante el año neptuniano cada polo apunta al Sol, de modo similar a lo que ocurre con Urano. Al tiempo que Neptuno orbita alrededor del Sol, las regiones polares de Tritón se turnan frente a este, probablemente como resultado de los radicales cambios estacionales que se producen cuando un polo, y luego el otro, reciben la luz solar.
Asimismo, es una órbita prácticamente circular, con una excentricidad de casi cero. A diferencia de la Luna con la Tierra, donde el efecto de las mareas produce un alejamiento entre ambos cuerpos y frena a nuestro planeta, la conservación del momento angular está acercando a Neptuno y Tritón, y acelera la rotación del primero. Esto probablemente derive en la colisión de ambos cuerpos o en la ruptura de esta luna dentro de 3600 millones de años, momento en que Tritón pasará el Límite de Roche de Neptuno, resultando tanto en un caso como en otro, en un sistema de anillos similar al de Saturno.

## Captura

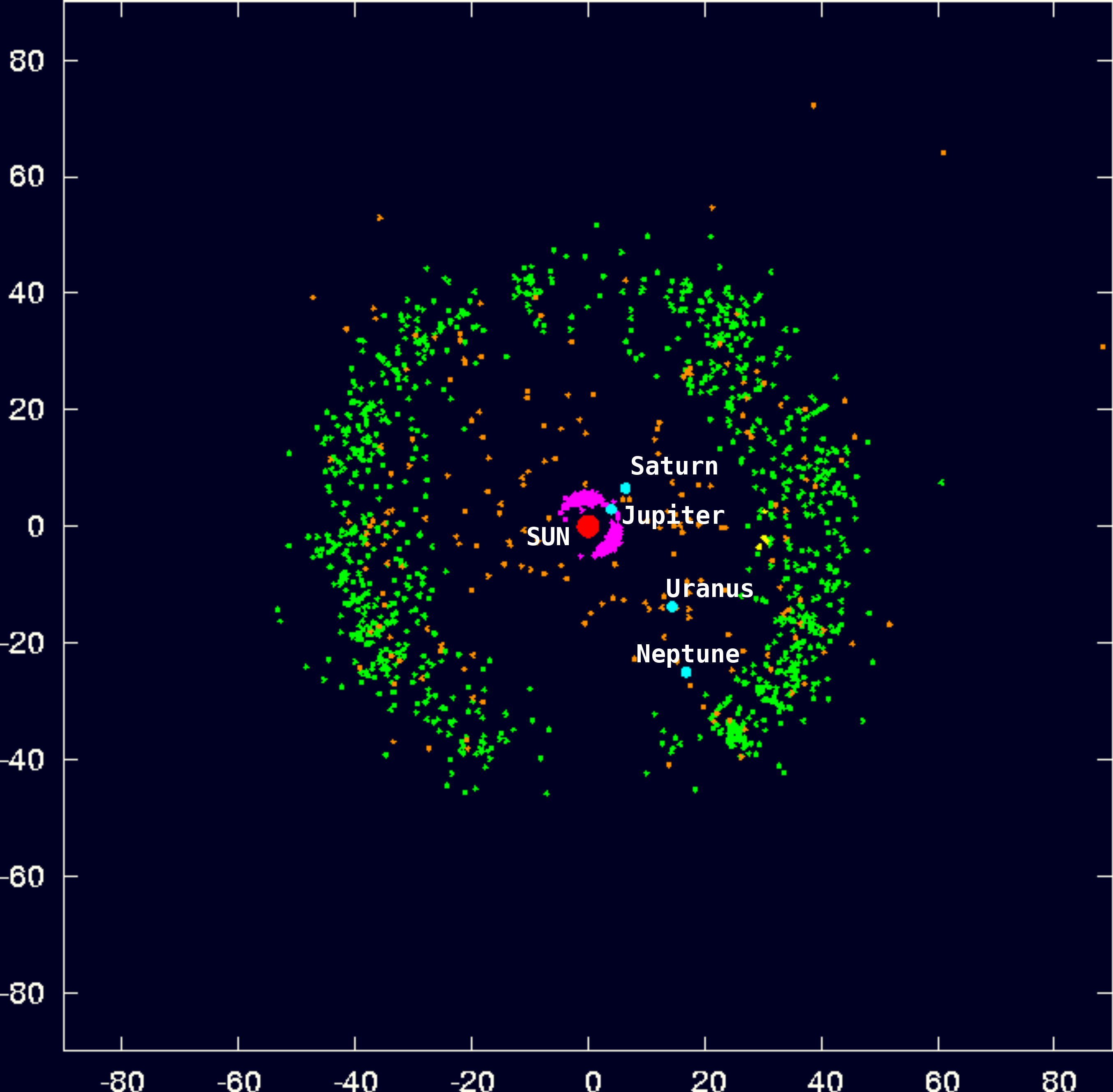
El cinturón de Kuiper, lugar donde se cree que se originó Tritón

Las lunas con órbitas retrógradas no pueden haberse formado de la misma nebulosa solar en la que se han creado los planetas que orbitan, sino que deben de haber sido capturadas de otros lugares. Por lo tanto, se sospecha que Tritón haya sido originalmente un cuerpo del cinturón de Edgeworth-Kuiper con una órbita independiente en torno al Sol, (es decir se piensa que puede haber sido algo así como otro Plutón). El cinturón de Kuiper es un anillo compuesto por pequeños cuerpos helados que se extiende desde el mismo centro de la órbita de Neptuno hasta aproximadamente una distancia de 55 UA respecto del Sol. Se cree que es el punto de origen de la mayoría de los cometas de corto trayecto observados desde la Tierra, así como el hogar de varios cuerpos de gran tamaño semejantes a planetas, incluyendo el planeta enano Plutón, el cual ha sido reconocido como el de mayor tamaño de entre un conjunto de objetos del cinturón de Kuiper (los plutinos), los cuales se encuentran en resonancia orbital con Neptuno. Tritón es ligeramente más grande que Plutón y la composición de ambos es similar, lo que conduce a la hipótesis de que ambos comparten el mismo origen.
Esto explicaría la relativa pobreza del sistema de lunas de Neptuno y la alta excentricidad orbital de Nereida. Una órbita altamente excéntrica de Tritón inmediatamente después de su captura haría que éste, con su gravedad, dislocara las órbitas de los satélites que pudiera tener Neptuno antes de la llegada de Tritón.
La circularización de la órbita de Tritón se habría llevado a cabo debido a las fuerzas de marea ejercidas por Neptuno, lo cual licuaría a esta luna durante mil millones de años, provocando una diferenciación en las capas de su interior.
Las hipótesis que explican la captura de Tritón barajan dos posibilidades. Para que un cuerpo en movimiento sea capturado por la fuerza gravitacional de un planeta, el cuerpo en cuestión debe perder suficiente energía como para que su velocidad sea reducida de tal manera que le sea imposible escapar. Una primera teoría sobre como Tritón podría haber sido frenado de tal manera se basaba en que este colisionó con otro objeto, ya sea uno que pasaba por las aproximaciones de Neptuno (que es muy poco probable), o una luna o protoluna (lo cual es más probable). Otra hipótesis sugiere que antes de ser capturado, Tritón poseía un satélite muy masivo similar al satélite de Plutón, Caronte. Cuando Tritón se encontró con Neptuno, la atracción gravitatoria de este le despojó de su compañero e hizo que consiguiera una órbita alrededor del planeta. Esta hipótesis está reforzada por la gran cantidad de objetos del cinturón de Kuiper con satélites. La captura se produciría de forma suave y breve, salvando a Tritón de la colisión. Eventos como este pudieron ser muy comunes durante el proceso de formación de Neptuno, o posteriormente cuando se produciría su migración hacia el exterior.

## Características físicas

Tritón (azul), aquí mostrado como una porción de la masa total, domina completamente el sistema lunar de Neptuno, todas las otras lunas en conjunto abarcan solo una tercera parte del uno por ciento total. Este desequilibrio pudo sucederse cuando Tritón fue capturado, pues destruyó gran parte del sistema lunar original de Neptuno.

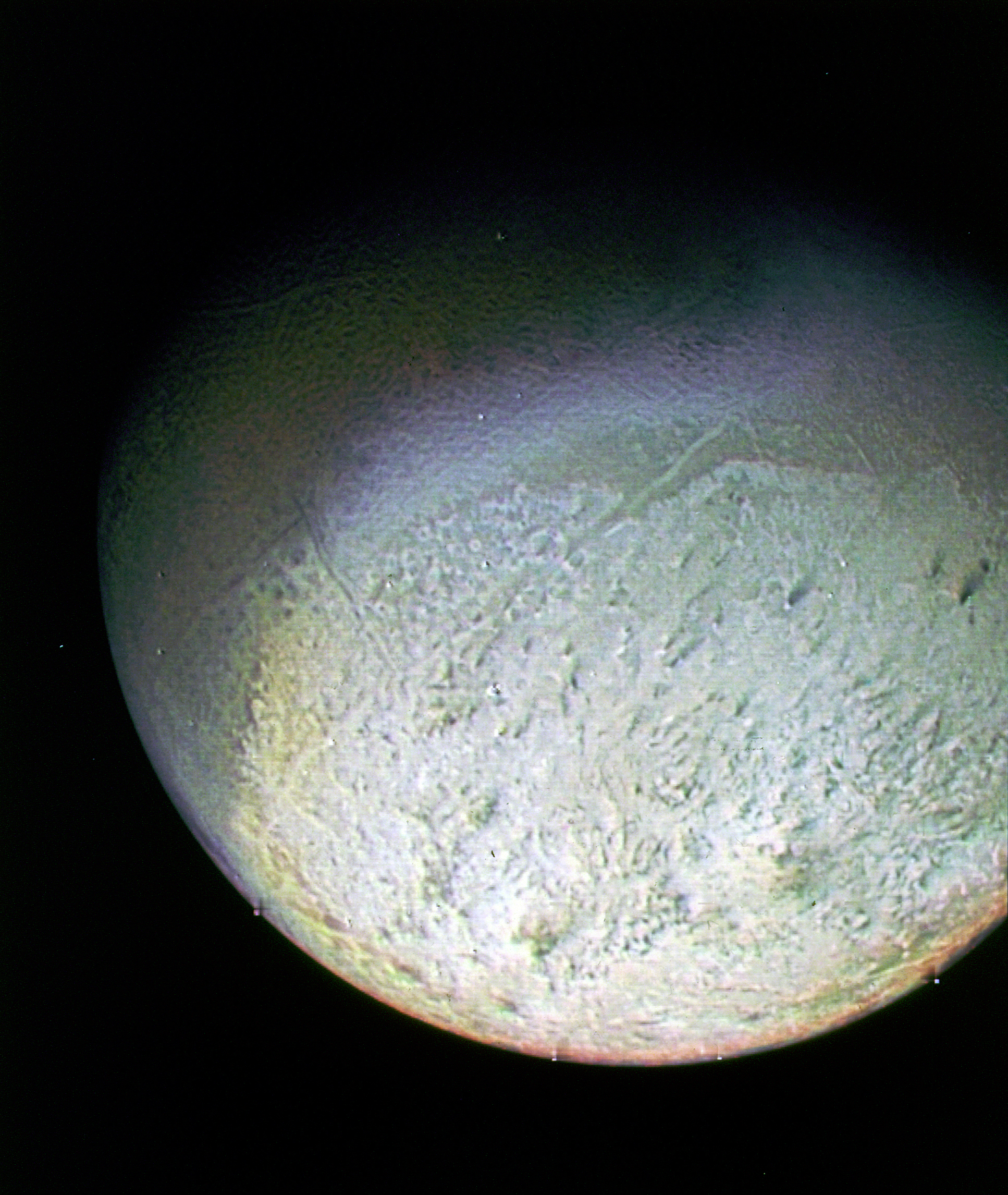
Tritón es una luna geológicamente activa, lo que originó una superficie compleja y reciente.

Tritón tiene un tamaño y composición semejantes a Plutón, y al verificar la órbita excéntrica de Plutón que atraviesa a la de Neptuno, podemos ver pistas del posible origen de Tritón como un planeta semejante a este y capturado por Neptuno. Es el único satélite de Neptuno que tiene forma esférica.
El efecto gravitacional de Tritón en la trayectoria de la Voyager 2 sugiere que el hielo brillante y el manto deben cubrir un núcleo sustancial de roca (con probabilidades de contener metal). El núcleo corresponde los dos tercios de la masa total de Tritón (de 65 % a 75 %), lo que es más que cualquiera otra luna del sistema solar, con excepción de Ío y Europa. La diferenciación puede haber sido eficiente debido al efecto gravitacional de Neptuno durante la captura de Tritón. Tritón tiene una densidad media de 2,05 g/cm³, y está compuesto por cerca de un 25 % de hielo de agua, esencialmente localizado en el manto.
La superficie está compuesta principalmente por hielo de nitrógeno, pero también hielo seco (dióxido de carbono helado), hielo de agua y hielo de monóxido de carbono y metano. Se piensa que podrían existir hielos ricos en amoníaco en la superficie, pero no fueron detectados.

### Topografía general
El área total de la superficie corresponde a un 15,5 % del área emergida en la Tierra, o un 4,5 % del área total). La dimensión de Tritón sugiere que deberían existir regiones de densidades diferentes, variando entre 2,07 y 2,3 g/cm3. Existen áreas que tienen exposiciones rocosas, y son áreas resbaladizas, debido a las sustancias heladas, especialmente metano helado, que cubre parte de la superficie.
La región del polo Sur de Tritón está cubierta por una capa de nitrógeno y metano helados salpicado por cráteres impactantes y géisers. La capa helada es altamente reflectora de la poca energía solar. Se desconoce cómo será el polo Norte ya que este se encontraba en penumbra cuando la Voyager 2 visitó Tritón. Sin embargo, se piensa que, tal como en el polo Sur, deberá tener un casquete polar.

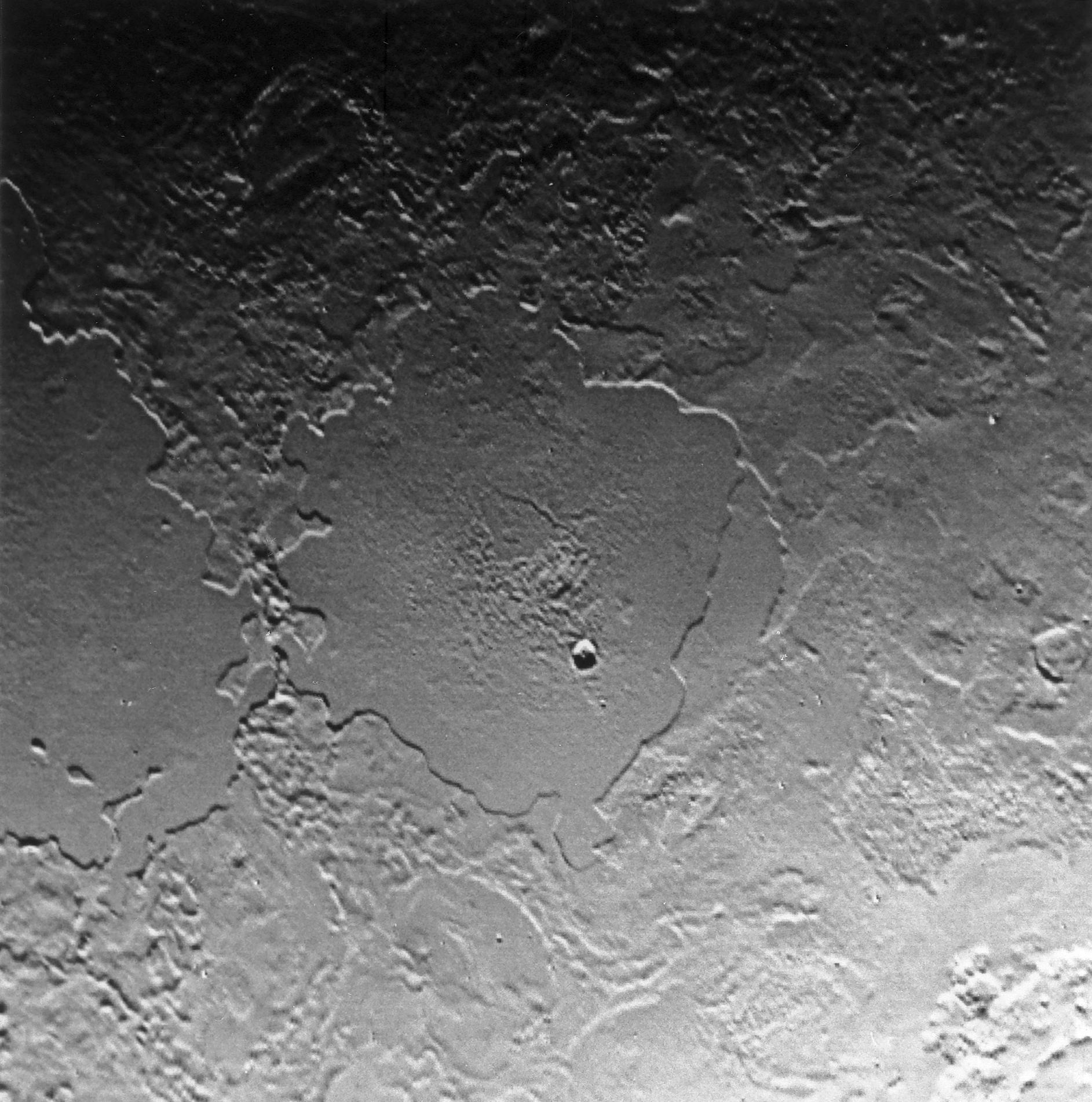
Los pocos cráteres que existen en Tritón revelan una actividad geológica intensa.

En la región ecuatorial largas fallas con cordilleras paralelas de hielo expelido del interior cortan terrenos complejos con valles imperfectos. Yasu Sulci, Ho Sulci y Lo Sulci son algunos de estos sistemas conocidos como "Sulci", término que significa 'surcos'. Al este de estos surcos se encuentran las llanuras Ryugu y Cipagu y el altiplano Cipango.
Las zonas planas de Sipagu Planitia y Abatus Planum en el hemisferio Sur se encuentran rodeadas por puntos negros - las "maculae". Dos grupos de maculae, Acupara Maculae y Zin Maculae se destacan al este del Abatus Planum. Estas marcas parecen ser depósitos en la superficie dejados por hielos que se evaporaron, pero no se sabe a ciencia cierta de lo que estarán compuestos y su origen.
Cerca de Sipagu y Abatus Planum se encuentra aún un gran cráter, con 27 km de diámetro, llamado Mozamba. Siguiendo hacia el noroeste, otros dos cráteres más pequeños (Kurma y Llomba) siguen al cráter Mozamba casi en línea recta. La mayoría de las pozas y terreno agreste son causados por derretimiento del hielo, al contrario de lo que ocurre en otras lunas, donde los cráteres impactantes dominan la superficie. Sin embargo, la Voyager 2 fotografió un cráter impactante con 500 km de diámetro, que fue extensivamente modificado por inundaciones repetidas, derretimiento y fallas.

### Terreno de cáscara de melón

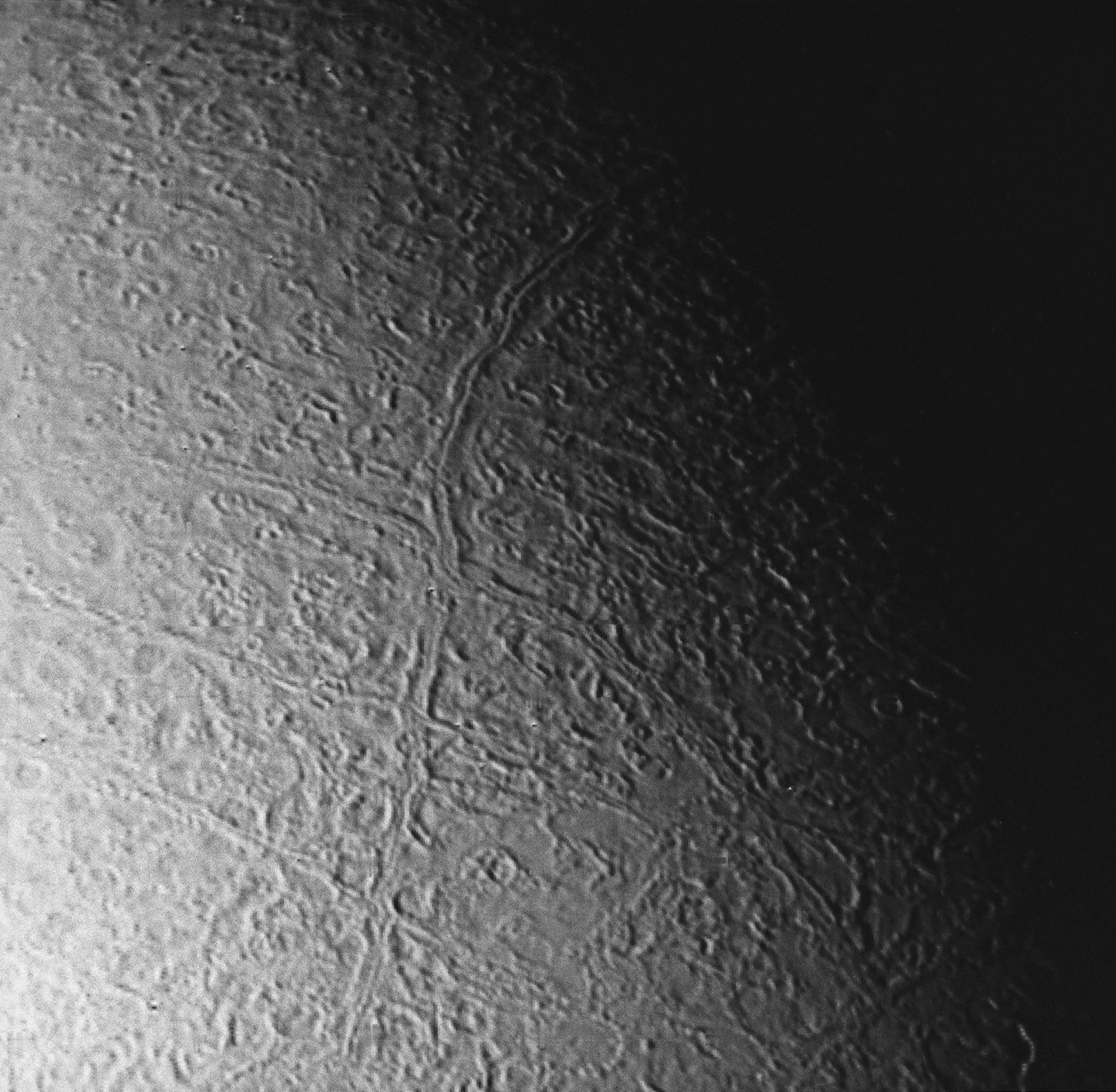
El terreno de "cáscara de melón" visto a 130 000 km de distancia por la Voyager 2.

Tano Sulci es una de las largas fallas que recorren la extraña región de Bubembe en Tritón, una región también conocida por "terreno cáscara-de-melón", debido a su aspecto de cáscara de melón, una de las regiones más extrañas del sistema solar. Se desconoce el origen de este terreno, pero puede haber sido causado por la subida y caída de hielo de nitrógeno, por el colapso e inundación causados por criovulcanismo. A pesar de ser un terreno con pocos cráteres, se cree que podría ser la superficie más antigua en Tritón. Este terreno podría cubrir la mayor parte del hemisferio Norte.
Estos terrenos de cáscara-de-melón son únicos y solo existen en Tritón y comprenden depresiones de 30 a 50 km de diámetro, probablemente no relacionadas con el impacto de meteoritos porque son demasiado regulares, con un espaciamiento regular, separadas por sierras curvadas. Estas cumbres podrían tener origen en erupciones de hielo viscoso por entre las fracturas en anillo, y pueden tener hasta 1 km de altura.

### Criovulcanismo

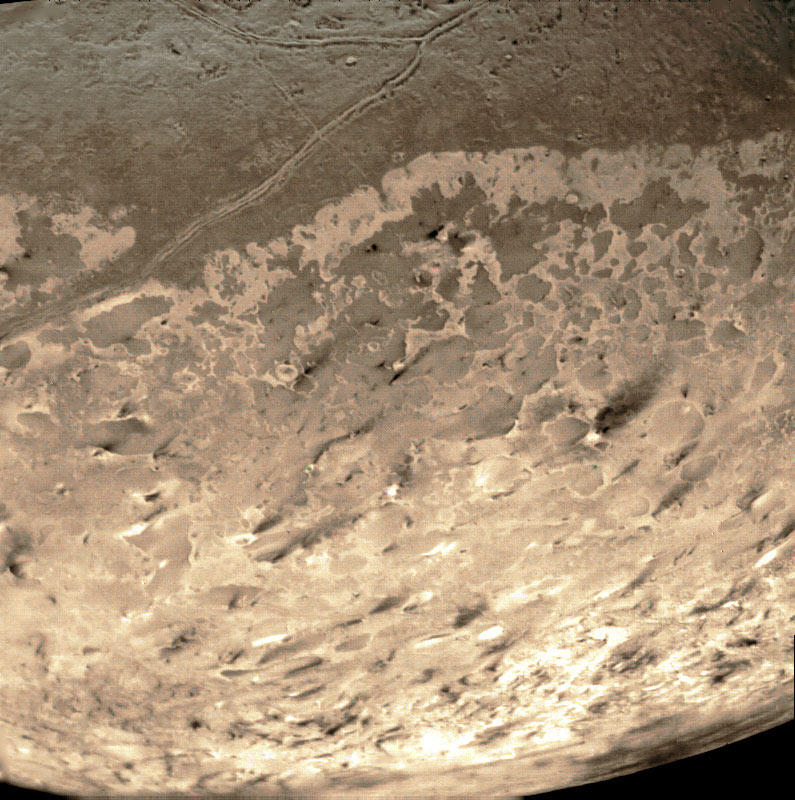
Surcos a lo largo de la superficie de Tritón los cuales se cree son producto de los géiseres de nitrógeno.

Sorprendentemente, Tritón es geológicamente activo; su superficie es reciente y con pocos cráteres. Existen valles y crestas en un patrón complejo por toda la superficie, probablemente resultantes de los ciclos de congelación y calentamiento y de los volcanes. La sonda Voyager 2 observó volcanes helados (los penachos) que escupían verticalmente nitrógeno líquido, polvo o compuestos de metano, provenientes de debajo de la superficie, en humaredas que alcanzaban 8 km de altura. Probablemente, esta actividad volcánica es debida al calentamiento azonal causado por el Sol, y no como el calentamiento de los volcanes registrados en Ío.
Hili y Mahilani son los criovolcanes tritonianos observados, ambos con nombres de espíritus del agua de mitologías africanas. Tritón es así como La Tierra, Ío, tal vez Venus, Europa, Encélado y Titán, uno de los pocos cuerpos del sistema solar que poseen actividad volcánica en el momento presente.

## Atmósfera y clima

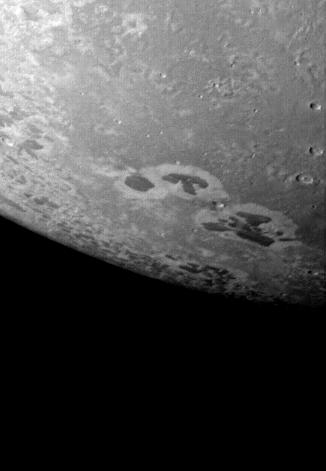
El contorno de Tritón muestra una atmósfera inexpresiva. Los puntos negros en la superficie son llamados maculae.

Tritón posee una atmósfera tenue compuesta por nitrógeno (99,9 %) con pequeñas cantidades de metano (0,01 %). La presión atmosférica tritoniana es de solo 14 microbares.
La sonda Voyager 2 consiguió observar una fina capa de nubes en una imagen que hizo del contorno de esta luna. Estas nubes se forman en los polos y están compuestas por hielo de nitrógeno; existe también niebla fotoquímica hasta una altura de 30 km que está compuesta por varios hidrocarburos, semejantes a los encontrados en Titán, sin embargo no se detectó ninguno de estos hidrocarburos. Se piensa que los hidrocarburos contribuyen al aspecto rosado de la superficie.
La temperatura en la superficie es de cerca de -235 °C, aún más baja que la temperatura media de Plutón (cerca de -229 °C), es la más baja temperatura jamás medida en el sistema solar. A 800 km de la superficie, la temperatura es de -180 °C.

### Las estaciones del año
El eje de rotación de Tritón es poco común, inclinado 157° en relación con el eje de Neptuno, y 130° respecto a la órbita de Neptuno, exponiendo un polo al Sol cada vez. Como Neptuno orbita alrededor del Sol, las regiones polares de Tritón intercambian su posición en un intervalo de 82 años, lo que probablemente desemboca en radicales cambios de estaciones del año cada vez que un polo se mueve hacia el Sol. Dada su órbita e inclinación axial, Tritón presenta un ciclo de estaciones suaves y extremas. Las estaciones más extremas ocurren en intervalos de 700 años. El último gran verano en Tritón fue en 2007.
Durante el encuentro con la Voyager 2, el polo sur de Tritón estaba inclinado hacia el Sol, lo que ocurre desde que Tritón fue descubierto. Y, casi todo el hemisferio sur estaba cubierto de un casquete de nitrógeno y metano helado. Es posible que ese metano se evapore lentamente.
El cambio del estado sólido al estado gaseoso y de vuelta al estado sólido de la capa polar produce una variación súbita de la atmósfera. Observaciones más recientes a la atmósfera de Tritón, a partir de ocultación de estrellas, mostraron que, de 1989 (fecha del encuentro con la Voyager 2) a 1998 la presión atmosférica en Tritón se había doblado. La mayoría de los modelos predicen que los hielos volátiles se evaporan y amplían la presión de la atmósfera. Sin embargo, otros modelos prevén que el hielo volátil que se encuentra en el polo sur pueda migrar hacia el ecuador y, así, no desaparecen de la atmósfera, pero cambian de localización, dejando así dudas de lo que podrá causar el aumento de presión sazonal.

## Vida en Tritón
Tritón es uno de los lugares más fríos del sistema solar. Esta luna tiene una órbita poco convencional, es retrógrada, lo que es un comportamiento orbital extraño. En especial, la interacción con las otras lunas de Neptuno podría causar un calentamiento interno en Tritón. Con el paso de la Voyager 2 en 1989, se descubrió que tenía actividad volcánica, pero de un tipo de vulcanismo helado que consiste en el derretimiento de hielos de agua y nitrógeno y tal vez metano y amoníaco.
La atmósfera está compuesta de nitrógeno y metano, estos son los mismos compuestos que existen en la gran luna de Saturno, Titán. El nitrógeno es también el compuesto principal de la atmósfera terrestre, y el metano en la Tierra está normalmente asociado a la vida, siendo un producto secundario de la actividad de esta. Pero como Titán, Tritón es extremadamente frío, si no fuera ese el caso, estos dos componentes de la atmósfera serían señales de vida.
Sin embargo y debido a la actividad geológica y al posible calentamiento interno se ha sugerido que Tritón podría albergar formas de vida primitiva en agua líquida bajo la superficie, muy semejante a lo que ha sido sugerido para la luna Europa de Júpiter. Tritón y Titán son así mundos que a pesar de ser físicamente extremos, podrían ser capaces de soportar formas exóticas de vida desconocidas en la Tierra.